# Heilpädagogische Tagesstätte
Heilpädagogische Tagesstätten (HPT) sind teilstationäre Einrichtungen für Kinder (Kindergarten, Hort), Jugendliche (Hort) und junge Erwachsene im Alter zwischen 3 und 21 Jahren, die von einer Behinderung betroffen sind oder von Behinderung bedroht sind.
In aller Regel wird von jeder HPT eine konkrete Altersgruppe betreut; ist die HPT an eine oder mehrere Kitas oder Schulen angegliedert, ergibt sich daraus auch die konkrete Altersgruppe der HPT.
Die Leistung umfasst heilpädagogische sowie sonstige Maßnahmen im Sinne §§ 53-60 SGB XII und strebt die ganzheitliche Förderung des zu betreuenden Kindes, Jugendlichen und jungen Erwachsenen an. Die Eingliederungshilfe wird vom zuständigen örtlichen Träger der Jugendhilfe gemäß § 53 ff. SGB XII gewährt. Grundlage ist eine bestehende Betriebserlaubnis nach § 45 SGB VIII.